# Do País o Perdices
Do País o Perdices es el nombre de una variedad cultivar de manzano (Malus domestica). Esta manzana es originaria de Galicia, está cultivada en la colección de árboles frutales y banco de germoplasma de Mabegondo con el N.º 350; ejemplares procedentes de esquejes localizados en San Xillao de Tor, parroquia del municipio de Monforte de Lemos (Lugo).

## Sinónimos
- "Manzana Do País o Perdices",[4][5]
- "Maceira Do País o Perdices".

## Características
El manzano de la variedad 'Do País o Perdices' tiene un vigor medio. Tamaño grande y porte erguido.
Época de inicio de brotación a partir del 27 de abril y de floración a partir del 19 de mayo.
Las hojas tienen una longitud del limbo de tamaño medio, con la máxima anchura del limbo es estrecha. Longitud de las estípulas es corta y la máxima anchura de las estípulas es desconocido. Denticulación del borde del limbo es serrado, con la forma del ápice del limbo acuminado y la forma de la base del limbo es obtuso. Con subestípulas ausentes.
Sus flores tienen una longitud de los pétalos media, con una anchura de los pétalos estrecha, disposición de los pétalos en contacto entre sí, con una longitud del pedúnculo media.
La variedad de manzana 'Do País o Perdices' tiene un fruto de tamaño medio, de forma globoso-cónica, de color amarillo, con chapa lavada, e intensidad pálida. Epidermis de textura suave, sin pruina en su superficie y con presencia de cera débil. Sensibilidad al "russeting" (pardeamiento áspero superficial que presentan algunas variedades) muy poco sensible. Con lenticelas de tamaño pequeño.
Los sépalos están dispuestos de forma erectos, y en contacto en su base; su fosa calicina es profunda y de una anchura media. Pedúnculo de grosor estrecho y de longitud medio, siendo la cavidad peduncular de una profundidad poco media y de anchura media. Con pulpa de color blanca, cuya firmeza es intermedia y su textura es intermedia; su jugosidad es intermedia, con sabor de acidez media-baja, y poco aromática.
Época de maduración y recolección a partir del 19 de septiembre. 'Do País o Perdices' es una manzana que su destino es la conservación de esta variedad en el banco de germoplasma de Mabegondo como reserva genética.

## Susceptibilidades
- Oidio: no presenta
- Moteado: no presenta
- Raíces aéreas: ataque medio
- Momificado: no presenta
- Pulgón lanígero: ataque medio
- Pulgón verde: ataque medio
- Araña roja: no presenta
- Chancro del manzano: ataque débil.[3]